# Alles bestens (wir verschwinden)
Alles bestens (wir verschwinden) ist ein französisches Filmdrama von Claude Mouriéras aus dem Jahr 2000.

## Handlung
Die drei Schwestern Claire, Béatrice und Laure wurden vor 15 Jahren von ihrem Vater Louis verlassen. Sie leben nun alle in Lyon und sind trotz üblicher kleiner Streitereien sehr eng miteinander verbunden. Das Nesthäkchen Claire lebt als Hausbesetzerin in einem heruntergekommenen Gebäude und liebt ihr Klavierspiel über alles. Die Älteste Laure leitet eine Tanzschule, die die gut betuchte Béatrice finanziert.
Das Leben der drei Frauen nimmt chaotische Züge an, als Claire ohne Wissen ihrer Schwestern ihren Vater einlädt und bei sich unterbringt. Seit Louis ihre Mutter verlassen hat, wollen Béatrice und Laure nichts mehr von ihm wissen. Louis ist inzwischen ein alter Mann, der unter ersten Anzeichen von Alzheimer leidet. Claire traut sich nicht, ihren Schwestern von der Anwesenheit ihres Vaters zu erzählen und leidet zunehmend unter Gewissensbissen. Eines Tages besucht Louis die alleinerziehende Laure, die im ehemaligen Elternhaus lebt. Konsterniert und sprachlos reagiert Laure extrem abweisend und verbietet ihm, seine Enkeltochter Marion zu sehen. Unter Schock verbringt sie die nächsten Stunden mit Claire und Béatrice, ohne jedoch von Louis’ Besuch zu berichten. Louis passt Marion auf dem Schulweg ab und gibt sich als ihr Großvater zu erkennen. Die hinzueilende Laure schickt ihn erbost weg.
Als Louis vor Béatrices Tür steht, eskaliert die Situation. Sie erklärt ihm, dass er in ihren Augen nicht mehr lebt und schlägt die Tür wieder zu. Daraus resultiert ein Streit mit ihrem Lebensgefährten Arthur, der sie wenig später verlässt. Beim ersten Aufeinandertreffen aller vier schreit Béatrice beleidigend herum und fällt daher in Ungnade bei Claire, die auf der Seite ihres Vaters steht. Laure versucht eher, den vermittelnden und zurückhaltenden Part zu übernehmen.
Mit der Zeit beruhigt sich die Situation zwar, allerdings schlägt Louis immer noch Abneigung entgegen. Eine ärztliche Untersuchung zeigt, dass seine Krankheit unvermeidbar fortschreitet. Claire nimmt ihn zu einem Klavierwettbewerb mit, den sie trotz großer Konkurrenz gewinnt. Für ihre Karriere möchte sie nach Toulouse ziehen und auch ihren Vater mitnehmen, um sich um ihn zu kümmern. In der Nacht wirft sich Louis jedoch vor einen Zug und stirbt.
Claire, Béatrice und Laure sitzen zusammen, um darüber zu sprechen und die Formalitäten zu regeln. Dabei stellt sich heraus, dass Louis seinen Töchtern jedes Jahr einen Brief geschrieben hat, die Claire und Béatrice jedoch nie zu Gesicht bekamen. Die beiden geraten dadurch in Streit mit Laure. Nach der Beerdigung bricht Claire nach Toulouse auf und wird dabei von ihren Schwestern zum Bahnhof begleitet. Béatrice bedankt sich kurz vor Zugabfahrt bei ihr.

## Kritik
„Kammerspiel, das sich durch ein hervorragendes Ensemble und die Fähigkeit des Regisseurs auszeichnet, dem schwermütigen Thema auch einige heitere Momente abzugewinnen.“

„Claude Mouriéras’ Film oszilliert zwischen intellektuell-französischer Komödie und herzergreifendem Drama. Das grandiose Frauentrio lacht, schluchzt, intrigiert, während Grandseigneur Piccoli auf seine alten Tage nichts an Intensität verliert.“

„Mouriéras trifft genau die ambivalente Atmosphäre, die den Hang und Hass zur Familie ausmachen. Der 75-jährige Michel Piccoli beweist erneut seine souveräne Schauspielkunst, mal als berechnender Intrigant, dann wieder als schleimig um Verzeihung heischender Tatter-Typ. Aber auch die drei Darstellerinnen Miou-Miou, Natacha Régnier und Sandrine Kiberlain stehen ihm an Überzeugungskraft nicht nach. Alles bestens ist beste Unterhaltung mit einer kleinen Träne im Knopfloch, die nicht nur, aber vor allem bei frankophilen Zuschauern Zuspruch hervorrufen sollte.“